# Alta-fidelidade
Alta-fidelidade, também referida como hi-fi (do inglês high-fidelity), é a reprodução de áudio feita por um aparelho de som com a maior fidelidade possível ao som real. Para tal, deseja-se minimizar os efeitos de ruídos e distorções. Tais equipamentos de som fazem uso da estereofonia na reprodução do áudio. Entusiastas da alta-fidelidade são chamados de audiófilos, e sistemas em que a fidelidade é o único compromisso são conhecidos pelo termo em inglês high-end.
Os aparelhos de som de alta-fidelidade utilizam o conceito minimalista em que se acredita que quanto menos estágios tiver entre o som captado, gravado, reproduzido e amplificado, menos interferências ele vai ter em relação ao original e maior será a fidelidade.
Amplificadores de alta-fidelidade utilizam válvulas eletrônicas ou transístores de estado sólido. Tecnicamente, os transistores são mais lineares, porém muitos acreditam que a suavidade da amplificação valvulada deixe a música mais emotiva, e não existe consenso entre qual tipo é melhor. Amplificadores também são encontrados em monoblocos, isto é, amplificadores separados para cada canal para evitar interferências entre os canais.

## Gravações
Apesar de alta-fidelidade muitas vezes ser associada somente a um aparelho de som high-end e ambientes tratados acusticamente, geralmente não se sabe que as gravações também divergem muito em sua qualidade de gravação e tem enorme importância no resultado final. Em alta-fidelidade, as gravações são feitas sempre ao vivo, sem efeitos de som e são usados equipamentos especiais de captação e gravação.
Assim, os tipos de música encontrados com mais frequência na discografia classificada como "audiófila" são a música clássica, o jazz e o blues. Tais gravações tentam capturar exatamente a sensação de se estar ouvindo a música no ambiente ao vivo, podendo ser recriada a imagem do palco sonoro com precisão. Nestas gravações, é possível identificar a localização de cada músico não só em largura no palco, mas também em profundidade, altura e até a distância em relação ao microfone usado na gravação. A ambientação é capturada em estereofonia e todas as reverberações e respostas acústicas do ambiente são fielmente capturadas, aumentando ainda mais a imersão na reprodução (ver: efeito binaural).
Como este tipo de gravação exige conhecimento técnico e equipamentos específicos diferentes dos usados em estúdios de gravação convencionais, existem gravadoras que se especializaram na produção de álbuns de alta-fidelidade. Entre os nomes mais fortes neste segmento estão a Opus3 Records, Chesky Records e compilações feitas pelos principais vendedores de equipamentos de alta-fidelidade, como B&W (Bowers & Wilkins, fabricante de caixas acústicas), McIntosh e Marantz (fabricantes de amplificadores).

## Audição cega
O teste de audição cega é atualmente um procedimento padrão para quase todos os profissionais de respeito. Para propósitos comerciais, alguns poucos fabricantes de equipamentos caros de som disputam a necessidade deste teste. Também é comumente usada uma melhoria deste teste, chamada de comparação ABX, em que dois sistemas A e B conhecidos são escolhidos aleatoriamente sem que os participantes saibam.
Sob outro ponto de vista, este tipo de teste é criticado por ser muito estressante, e por causa disso ele seja incapaz de distinguir as finas sutilezas de um equipamento de ponta, que somente a audição a longo prazo pode perceber os detalhes do som verdadeiro. A réplica é que tais pequenas diferenças são desacreditadas e são puramente autoilusórias e vítimas de uma expectativa da marca. Além disso, ouvintes que pagaram um alto valor pelo seu sistema tendem a ter uma tendência subconsciente em favorecê-lo. Por isso que a maioria dos testes de audição profissionais usam métodos de audição cega.

## Definição para os termos Hi-fi e Hi-end
O termo Hi-fi é técnico sendo atribuído a qualquer equipamento de áudio que tenha resposta de frequência de 20 a 20 000 Hz com variação abaixo de +/- 3 dB e relação sinal/ruído acima de 70 dB com distorção harmônica total menor que 0,5%.
Hi-end é conceito de projeto, sendo atribuído a equipamentos de áudio cuja arquitetura e componentes utilizados sejam aqueles de última geração, ou seja, de tecnologia mais recente.